# Fritz Warncke
Fritz Warncke (Bergen, 29 december 1955) is een Noors voormalig zwemmer die deelnam aan de Olympische Zomerspelen in 1972 en 1976. Hij kwam daarbij uit op de vrije slag en de estafette.